# Enoplopteron
Enoplopteron är ett släkte av tvåvingar. Enoplopteron ingår i familjen borrflugor.
Kladogram enligt Catalogue of Life:
| Enoplopteron | \| \| Enoplopteron hieroglyphicum \| \| \| \| \| \| Enoplopteron occulatum \| \| \| \| \| \| Enoplopteron reticulatum \| \| \| \| |
|              | \| \| Enoplopteron hieroglyphicum \| \| \| \| \| \| Enoplopteron occulatum \| \| \| \| \| \| Enoplopteron reticulatum \| \| \| \| |
|              | Enoplopteron hieroglyphicum |
|              | |
|              | Enoplopteron occulatum |
|              | |
|              | Enoplopteron reticulatum |
|              | |